# Australiosoma etheridgei
Australiosoma etheridgei är en mångfotingart som beskrevs av Henri W. Brölemann 1913. Australiosoma etheridgei ingår i släktet Australiosoma och familjen orangeridubbelfotingar. Inga underarter finns listade i Catalogue of Life.